# اسقف‌نشین کارلایل
اسقف‌نشین کارلایل (انگلیسی: Diocese of Carlisle) بخشی تشکیل دهنده از استان یورک کلیسای انگلستان در کشور انگلستان است. این اسقف‌نشین که در سال ۱۱۳۲ میلادی تاسیس شده است شامل ۳۴۹ کلیسا می‌باشد و مرکز آن کلیسای جامع کارلایل است.